# عتيق الفقار
عتيق الفقار الغاني (الاسم العلمي: Palaeospondylus gunni) هو حيوان فقاري أحفوري شبيه بالأسماك. تم وصف أحافيرها من محجر أشانراس الأردوازي في كيثنس في اسكتلندا. العينة الأحفورية مكربنة كما تم الحفاظ عليها وتشير إلى حيوان على الأنقليس يصل إلى 6 سم في الطول. تظهر الجمجمة، التي يفترض أنها كانت تتكون من غضروف متصلب، أزواجًا من كبسولات الأنف والأذن مع وجود جهاز خيشومي في الأسفل ولكن لا توجد مؤشرات على وجود الفكوك العادية. لقد حيرت هذه الأحافير الغريبة علماء التاريخ التطوري منذ اكتشافها في عام 1890 واقتُرحت لها العديد من التصنيفات. ففي عام 2004 اقترح الباحثون أن عتيق الفقار كان يرقة لسمكة رئوية. في السابق كانت تصنف على أنها يرقة من رباعيات الأطراف أو من لوحيات الأدمة أو من اللافكيات أو عبارة عن خيمر. الاقتراح الأخير هو شكل بدائي من الأسماك المخاطية.